# Weidman
Weidman is een plaats (census-designated place) in de Amerikaanse staat Michigan, en valt bestuurlijk gezien onder Isabella County.

## Demografie
Bij de volkstelling in 2000 werd het aantal inwoners vastgesteld op 879.

## Geografie
Volgens het United States Census Bureau beslaat de plaats een oppervlakte van
15,0 km², waarvan 14,3 km² land en 0,7 km² water. Weidman ligt op ongeveer 264 m boven zeeniveau.

## Plaatsen in de nabije omgeving
De onderstaande figuur toont nabijgelegen plaatsen in een straal van 20 km rond Weidman.

## Bekende inwoners
- Jan Pol (dierenarts) en zijn familie/personeel, (vee- en dierenarts, bekend van een realityserie)